# بلال مبروک
بلال مبروک (انگلیسی: Belal Mabrouk؛ زادهٔ ۲ اوت ۱۹۸۴) بازیکن هندبال اهل مصر است.